# Крылова, Ида Ивановна
И́да Ива́новна Крыло́ва (21 октября 1925, Арып-Мурза, Мари-Турекский кантон, Марийская автономная область, СССР — 24 октября 1999, Сысоево, Мари-Турекский район, Марий Эл, Россия) — советская марийская народная певица, самодеятельная исполнительница и собирательница старинных марийских песен, педагог, общественный деятель. Участница фольклорно-этнографического ансамбля Мари-Турекского района Марий Эл «Савак кундем». Заслуженный учитель школы Марийской АССР (1966). Кавалер ордена Октябрьской Революции (1971).

## Биография
Родилась в семье крестьянина-середняка, репрессированного в 1938 году. В 1942 году окончила Косолаповскую среднюю школу, Нартасский сельскохозяйственный техникум, в 1945 году — Сернурское педагогическое училище (экстерном), а в 1958 году — МГПИ им. Н. К. Крупской.
Ещё по окончании Нартасского сельхозтехникума работала колхозным счетоводом, но довольно быстро перешла на педагогическую работу. В 1946—1947 годах жила вместе с мужем Н. Бурковым, военным офицером, служившим в штабе Минского военного округа, в Белоруссии. В 1947 году с семьёй вернулась в Марийскую республику: работала учительницей Котяминерской начальной школы начальной школы (1943—1947), Арып-Мурзинской начальной школы (1947—1950) Параньгинского района Марийской АССР, Больше-Руяльской семилетней школы (1950—1967), Сысоевской восьмилетней школы Мари-Турекского района МАССР (1967—1980). Так, в Больше-Руяльской школе преподавала марийский язык и литературу, вела факультативные занятия по краеведению, изучению истории и культуры родного края, учила школьниц ручному труду, проводила смотры художественной самодеятельности, занималась спортом. Выйдя в 1980 году на заслуженный отдых, до 1994 года вела уроки обслуживающего труда в Сысоевской средней школе Марийской АССР.
Умерла 24 октября 1999 года в д. Сысоево Мари-Турекского района Марий Эл.

## Семья
С 1946 года замужем, супруг — Н. А. Бурков (1912—1995), педагог, журналист, партийный работник, участник Великой Отечественной войны, директор Больше-Руяльской 7-летней школы Мари-Турекского района Марийской АССР (1950—1966), кавалер орденов Красной Звезды (1944, 1945), Отечественной войны II (1944) и I (1985) степени, «Знак Почёта» (1967).
Дочь — Эльмира Буркова (Ефремова) (род. 1948), педагог.

## Творческая деятельность
Получила широкую известность как самодеятельная исполнительница и собирательница старинных марийских песен на разных музыкальных инструментах.
С 1970-х годов являлась активной участницей фольклорно-этнографического ансамбля Мари-Турекского района Марийской АССР «Савак кундем». Пропагандировала марийскую народную песню, восстанавливала элементы и атрибутику старинного марийского костюма. За 20 лет ей было собрано и восстановлено несколько старинных марийских платьев, передников и головных уборов «шымакш» с богатой старинной вышивкой.
Участница Всероссийского смотра художественной самодеятельности в честь 50-летия образования СССР (1972), фестиваля «Балтика-89» в Эстонии (1989), Международного фольклорного ансамбля финно-угорских народов в Коми АССР (1991). В 1990 году в составе сборной фольклорной группы от Марийской ССР была приглашена на Международный финно-угорский фестиваль в Финляндию.
Участвовала в районных и республиканских конкурсах и фестивалях самодеятельного творчества «Играй, гармонь!», «Пустите частушку на сцену!», «Бабушкин сундук», «Фольклор земли Марийской» и других. В 1988 году на конкурсе «Бабушкин сундук» стала обладателем лучшего старинного костюма.
Зимой 1972 года в г. Москве записала четыре марийские песни на грампластинку Всесоюзной фирмы грамзаписи «Мелодия». Эти песни звучат на Марийском радио и по сей день.
В 1966 году за вклад в школьное образование республики И. И. Крыловой было присвоено почётное звание «Заслуженный учитель школы Марийской АССР». В 1971 году за вклад в популяризацию марийской народной песенной культуры она была награждена высокой правительственной наградой — орденом Октябрьской Революции.
В 1990-е годы была активной участницей национальной общественной организации «Марий ушем».

## Память
- В 2015 году на здании Сысоевской средней школы Мари-Турекского района Марий Эл в память о педагоге и певице И. И. Крыловой была установлена мемориальная доска[4].
- С 2000 года в Сысоевском Доме культуры Мари-Турекского района Марий Эл ежегодно проходит региональный фестиваль-конкурс молодых исполнителей народной песни имени И. И. Крыловой[3].
- С 2011 года в Мари-Турекском районе Марий Эл ежегодно вручается муниципальная премия им. И. И. Крыловой[5][6].
- 23 октября 2019 года Сысоевская библиотека совместно с Сысоевским Домом культуры Мари-Турекского района Марий Эл провела вечер памяти И. И. Крыловой «С песней по жизни»[7].

## Звания и награды
- Заслуженный учитель школы Марийской АССР (1966)[3]
- Орден Октябрьской Революции (1971)[3]
- Памятный юбилейный знак «50 лет Всесоюзной пионерской организации им. В. И. Ленина» (1972)[2]
- Медаль «За доблестный труд в Великой Отечественной войне 1941—1945 гг.» (1993)[2]